# 東頼乙
東 頼乙（ひがし よりいつ、? - 寛永4年7月2日（1627年8月12日））は、戦国時代から江戸時代にかけての肥後国相良氏の武将。史料に依っては頼一と記述。通称は喜兵衛。法号は蓮室休斎。父は東頼兼。妻は上村頼孝の娘。
祖父は、上村頼興に暗殺された岡本頼春であるが、自らの正室はその頼興の孫である。
頼乙は、父・頼兼と共に朴河内城の番を仰せ付かっていたが、天正7年（1579年）9月13日、島津家臣・新納忠元の軍勢に城が攻められると頼兼と頼乙は、自らの家族と城兵らは城に残し、二人のみで密かに湯浦まで落ち延びる。城は八代からの援軍により落城寸前で守られたが、翌年に忠元の軍勢80余名に再び攻められ落城、頼兼と頼乙は面目を失い自ら山中に蟄居するが、すぐさま許される。
文禄元年（1592年）の文禄・慶長の役の際、頼乙は法寿寺の前住亮哲と共に祐筆役として朝鮮へ渡海、帰国後は当主・相良頼房の近習として、京や江戸に数年住まった。元和年間の末、暇を願い出て入道し「休斎」と号すと、女犯肉食を断って常楽寺山に庵を営み、昼夜兵道に勤しんだ。
寛永4年（1627年）に病没。遺言により高塚山（熊本県人吉市）に火葬された。